# Fathi Arafat
Husayn Arafat, mais conhecido como Fathi Arafat (1933 - Cairo, 1 de dezembro de 2004) foi um médico palestiniano e irmão mais novo de Yasser Arafat. 
À semelhança do seu irmão, não se sabe ao certo o seu local de nascimento, que algumas fontes referem como sendo Jerusalém. Recebeu o nome de guerra "Fathi" em 1949 enquanto recebia treino militar pela Irmandade Muçulmana na Faixa de Gaza. Em 1957 formou-se em medicina na Universidade Rei Fuad (actualmente Universidade do Cairo) no Egito. Trabalhou como pediatra no Cairo e depois mudou-se para o Kuwait, onde coordenou os serviços médicos da Fatah, organização da qual o seu irmão era o líder. Esta secção médica deu depois origem ao Crescente Vermelho Palestiniano, que Fathi presidiu a partir de 1978. Em 1992 tornou-se presidente da Academia Palestiniana para a Ciência e Tecnologia. Faleceu com cancro um mês antes que o seu irmão Yasser.